# Beauty Never Lies
Beauty Never Lies (anche conosciuta col suo nome originale in serbo Ceo svet je moj / Цео свет је мој) è una canzone della cantante serba Bojana Stamenov. La canzone ha rappresentato la Serbia all'Eurovision Song Contest 2015, classificandosi decima con 53 punti

## Classifiche
| Classifiche (2015) | Posizione Massima |
| ------------------ | ----------------- |
| Austria            | 55                |
| Belgio (Fiandre)   | 38                |
| Islanda            | 28                |